# Shinji Kasahara
Shinji Kasahara (jap. 笠原 紳司 Kasahara Shinji; ur. 28 kwietnia 1974 w Tatebayashi) – japoński aktor filmowy i telewizyjny, najbardziej znany z roli Naoto Takizawy w serialu Mirai Sentai Timeranger.